# Damian Mititelu
Damian Didier Mititelu (* 19. November 2001 in Bukarest) ist ein rumänischer Leichtathlet, der im Langstrecken- und Hindernislauf an den Start geht.

## Sportliche Laufbahn
Erste internationale Erfahrungen sammelte Damian Mititelu im Jahr 2017, als er bei den U18-Balkan-Meisterschaften in Istanbul in 9:15,81 min den fünften Platz im 3000-Meter-Lauf belegte. Anschließend gelangte er beim Europäischen Olympischen Jugendfestival (EYOF) in Győr mit 8:15,19 min auf den achten Platz. Im Jahr darauf schied er bei den U18-Europameisterschaften ebendort mit 4:04,66 min in der Vorrunde über 1500 Meter aus und 2023 wurde er bei der 2. Liga der Team-Europameisterschaft im Rahmen der Europaspiele in Chorzów in 8:57,63 min Siebter über 3000 m Hindernis. Anschließend schied er bei den U23-Europameisterschaften in Espoo mit 9:05,81 min in der Vorrunde aus. 2025 wurde er bei der 2. Liga der Team-Europameisterschaft in Maribor in 9:14,39 min Elfter, ehe er bei den Balkan-Meisterschaften in Volos nicht ins Ziel kam.
In den Jahren 2023 und 2024 wurde Mititelu rumänischer Meister im 3000-Meter-Hindernislauf.

## Persönliche Bestleistungen
- 1500 Meter: 3:50,70 min, 15. Juni 2024 in Craiova
- 3000 m Hindernis: 8:57,63 min, 20. Juni 2023 in Chorzów